# Dastgâh
La tradition de la musique perse fait appel à douze systèmes modaux différents, connus sous le nom de dastgâh. Ce terme désignait autrefois des modes liés aux mois et ce n'est qu'au XIXe siècle qu'il fut utilisé pour remplacer celui de makam. Les dastgâhs principaux, au nombre de sept, sont complétés par cinq avaz, qui sont des petits modes complémentaires et dérivés.
Chaque dastgâh présente des schémas de modèles mélodiques heptatoniques complexes à partir desquels un musicien pourra improviser. Les notes ne sont toutefois pas tempérées, et il existe ainsi des « quarts de ton ». Le dastgâh tourne autour de mélodies (gûshé) centrales servant de noyaux que le musicien connaît par expérience. Il existe entre 450 et 200 de ces mélodies répertoriées, selon les divers radifs de divers maîtres.
Plusieurs mélodies (gûshé) , appartenant à un dastgah particuliers, sont liés à un mode musical équivalent dans la musique occidentale. Par exemple, la plupart des gushehs de Dastgāh-e Māhur (en) correspondent au mode ionien de l'échelle majeure (en), tandis que la plupart des gushehs de Dastgāh-e Shur (en) correspondent au mode phrygien. Ces deux dastgāhs sont les "fondateurs" de la cinquantaine de dastgāhs existants, dont une douzaine seulement sont les plus couramment joués.

## Résumé
Chaque dastgāh :
- se compose de sept notes de base, et de différentes notes utilisées pour ornementer et moduler la mélodie ;
- possède une variété modale particulière, soumise à un processus progressif de modifications, étalé sur une période.

Son développement est déterminé par un ordre préétabli de séquences. Il s'articule autour de 365 mélodies centrales  (gushehs)  dont l'ensemble est appelé le radif.
Le jeu d'un dastgāh s'apprend non seulement par l'expérience mais également par l'absorption. Ce processus de centonisation est un travail personnel. Il constitue une tradition d'une grande subtilité et d'une grande profondeur.
Le système musical des douze dastgāhs et gushehs  a été codifié, au XIXe siècle par les maîtres de la musique persane , notamment Mîrzā Abdollāh Farāhāni (en). Aucun nouveau dastgāh ou gusheh n’a été conçu depuis.  Lorsuq'un āvāz ou dastgāh est développé, c’est souvent en réutilisant  des parties du système existant.
Durant la 4e session du Comité intergouvernemental de l'UNESCO, à Aboul Dhavi, les radifs ont été officiellement inscrits sur la Liste du patrimoine culturel immatériel de l'humanité.

## Étymologie
Le terme dastgāh a souvent été comparé, de manière inexacte, à un mode musical de la musicologie occidentale. Un dastgāh est généralement soit le mode initial d'une mélodie, soit un ensemble de modes qui ont été regroupés traditionnellement.
Selon les musiciens, l'étymologie du terme dastgāh vient de  « la position (gāh) de la main (dast) [sur le manche de l'instrument] ». 
Le terme persan dastgāh peut être traduit par « système ». Il peut également être définie par un ensemble d’éléments hétérogènes, organisés en une hiérarchie flexible mais cohérente.
Par exemple, dans la classification classique de la musique persane, les dastgāh Abū ʿAṭā, Dashti, Afshāri et Bayāt-e Tork sont considérés comme des branches du mode Dastgāh-e Šur.

## Hauteurs particulière
Un dastgāh n'est pas seulement un ensemble de notes. L'une de ses caractéristiques additionnelles est de connaître la hauteur adaptée à une fonction musicale.

### Āghāz («début»)
C'est la hauteur sur laquelle commence généralement une improvisation. Elle peut être similaire à la hauteur Finalis dans certains dastgāh. Et différente dans d'autres.

### Finalis
Il est nommé ainsi car qu'il fonctionne généralement comme le ton concluant les cadences mélodiques. Le terme« tonique » est parfois employé.

### Ist («fin»)
C'est une hauteur, différente de finalis, jouée parfois comme dernière note dans des phrases autres que les cadences finales.

### Shāhed («témoin»)
C'est une hauteur particulièrement importante.

### Moteghayyer («changeable»)
Il s'agit d'une note variable qui apparaît systématiquement sous la forme de deux hauteurs distinctes.  Elles peuvent être utilisées en alternance dans différents contextes ou en fonction des choix de l'interprète.

## Dastgâhst et āvāzes
La plupart des chercheurs divisent la musique artistique traditionnelle persane en sept dastgāhs. D'autres les divisent en 12 dastgāhs en comptant Abu Ata, Dashti, Afshari, Bayat-e Kord et Bayat-e Esfahan comme des dastgāhs distincts plutôt que comme des sous-catégories d'autres dastgāhs. 
Ceux qui classent la musique traditionnelle persane en sept dastgāhs énumèrent souvent également sept āvāzes (en persan : آواز, qui signifie chansons) en relation avec ces dastgāhs.
Voici une liste de dastgāhs et āvāzes : 
- avâz-e Abu Ata
- avâz-e Afshâri
- bayat-e Tork
- Chahârgâh
- avâz-e Dashti
- bayat-e Esfahân
- Homâyun
- Mâhur
- Navâ
- Râstpanjgâh
- Segâh
- Shur